# Copa Campeones de América 1960
Die Copa Campeones de América 1960 war die erste Auflage des wichtigsten südamerikanischen Fußballwettbewerbs für Vereinsmannschaften.

## Geschichte
Der erste Versuch eines südamerikanischen Fußballwettbewerbs für Vereinsmannschaften, das „Campeonato Sudamericano de Campeones“, fand 1948 in Santiago de Chile statt. In den Jahren 1960 bis 1964 wurde dann die „Copa Campeones de América“ ausgetragen. Seit 1965 ist der Wettbewerb unter dem Namen „Copa Libertadores“ bekannt. Als Inspiration für den Wettbewerb diente nicht zuletzt der 1955/56 erstmals ausgespielte Europapokal der Landesmeister. Zusätzliche Attraktivität gewann das Format durch den sogenannten Weltpokal, der – wie die Copa Campeones de América – 1960 erstmals stattfand, und der den stärksten Vereinsmannschaften Europas und Südamerikas die Möglichkeit bot, einen interkontinentalen Sieger zu ermitteln.

## Wettbewerbsverlauf
Sieben Mannschaften nahmen teil: die Landesmeister des Vorjahres aus Argentinien, Bolivien, Chile, Kolumbien, Paraguay und Uruguay sowie der Gewinner des ebenfalls im Vorjahr erstmals ausgetragenen brasilianischen Pokalwettbewerbs, der Taça Brasil (das Campeonato Brasileiro de Futebol wurde erst 1971 etabliert). Ecuador, Peru und Venezuela hatten keine Vertreter am Start. Das Turnier begann am 19. April 1960 mit dem Auftaktspiel des uruguayischen Meisters Peñarol Montevideo gegen den bolivianischen Meister Club Jorge Wilstermann (7:1) und endete am 19. Juni 1960 mit dem Finalrückspiel des paraguayischen Meisters Club Olimpia gegen Peñarol (1:1). Unter dem Strich konnte sich Peñarol durchsetzen.

## 1. Runde
Freilos:  Club Olimpia
|                           | Gesamt |                        | Hinspiel | Rückspiel |
| ------------------------- | ------ | ---------------------- | -------- | --------- |
| CA San Lorenzo de Almagro | 5:3    | EC Bahia               | 3:0      | 2:3       |
| Peñarol Montevideo        | 8:2    | Club Jorge Wilstermann | 7:1      | 1:1       |
| CF Universidad de Chile   | 0:7    | CD Los Millonarios     | 0:6      | 0:1       |

## Halbfinale
|                    | Gesamt |                           | Hinspiel | Rückspiel |
| ------------------ | ------ | ------------------------- | -------- | --------- |
| Peñarol Montevideo | 1:1    | CA San Lorenzo de Almagro | 1:1      | 0:0       |
| CD Los Millonarios | 1:5    | Club Olimpia              | 0:0      | 1:5       |

### Entscheidungsspiel
|                    | Ergebnis |                           |
| ------------------ | -------- | ------------------------- |
| Peñarol Montevideo | 2:1      | CA San Lorenzo de Almagro |

## Finale

### Hinspiel
| Peñarol Montevideo                                        | Peñarol Montevideo | Club Olimpia | Club Olimpia |
| --------------------------------------------------------- | --- | --- | ------------ |
| Peñarol Montevideo                                        | \| 12. Juni 1960 in Montevideo, Uruguay (Estadio Centenario) \| \| Ergebnis: 1:0 (0:0) \| \| Zuschauer: 44.690 \| \| Schiedsrichter: Carlos Robles ( Chile) \|                                                                        | \| 12. Juni 1960 in Montevideo, Uruguay (Estadio Centenario) \| \| Ergebnis: 1:0 (0:0) \| \| Zuschauer: 44.690 \| \| Schiedsrichter: Carlos Robles ( Chile) \|                                                                      | Club Olimpia |
| Peñarol Montevideo                                        | Luis Maidana – William Martínez (?. Francisco Majewski), Salvador, Santiago Pino, Néstor Gonçalves – Wálter Aguerre, Luis Cubilla – Carlos Abel Linazza, Alberto Spencer, Júpiter Crescio, Carlos Borges Cheftrainer: Roberto Scarone | Herminio Arias – Edelmiro Arévalo, Juan Vicente Lezcano, Mariano Osorio, Claudio Lezcano – Pascual Rojas, Vicente Rodríguez – Hipólito Recalde, Luis Doldán, Pedro Antonio Cabral, Teovaldo Melgarejo Cheftrainer: Aurelio González | Club Olimpia |
| Peñarol Montevideo                                        | 1:0 Alberto Spencer (79.) | | Club Olimpia |
| Peñarol Montevideo                                        | Platzverweis: Juan Vicente Lezcano | | Club Olimpia |
| 12. Juni 1960 in Montevideo, Uruguay (Estadio Centenario) | | |              |
| Ergebnis: 1:0 (0:0)                                       | | |              |
| Zuschauer: 44.690                                         | | |              |
| Schiedsrichter: Carlos Robles ( Chile)                    | | |              |

### Rückspiel
| Club Olimpia                                                    | Club Olimpia | Peñarol Montevideo | Peñarol Montevideo |
| --------------------------------------------------------------- | --- | --- | ------------------ |
| Club Olimpia                                                    | \| 19. Juni 1960 in Asunción, Paraguay (Estadio de Puerto Sajonia) \| \| Ergebnis: 1:1 (1:0) \| \| Zuschauer: 20.000 \| \| Schiedsrichter: José Luis Praddaude ( Argentinien) \|                                            | \| 19. Juni 1960 in Asunción, Paraguay (Estadio de Puerto Sajonia) \| \| Ergebnis: 1:1 (1:0) \| \| Zuschauer: 20.000 \| \| Schiedsrichter: José Luis Praddaude ( Argentinien) \|                                                   | Peñarol Montevideo |
| Club Olimpia                                                    | Herminio Arias – Edelmiro Arévalo, Juan Peralta, Pascual Rojas, Claudio Lezcano – Eligio Echagüe, Vicente Rodríguez – Hipólito Recalde, Luis Doldán, Pedro Antonio Cabral, Teovaldo Melgarejo Cheftrainer: Aurelio González | Luis Maidana – William Martínez, Salvador, Santiago Pino, Néstor Gonçalves – Wálter Aguerre, Luis Cubilla – Carlos Abel Linazza, Alberto Spencer (?. Juan Hohberg), José Mario Griecco, Carlos Borges Cheftrainer: Roberto Scarone | Peñarol Montevideo |
| Club Olimpia                                                    | 1:0 Hipólito Recalde (28.) | 1:1 Luis Cubilla (83.) | Peñarol Montevideo |
| 19. Juni 1960 in Asunción, Paraguay (Estadio de Puerto Sajonia) | | |                    |
| Ergebnis: 1:1 (1:0)                                             | | |                    |
| Zuschauer: 20.000                                               | | |                    |
| Schiedsrichter: José Luis Praddaude ( Argentinien)              | | |                    |